# 1916 في النرويج
فيما يلي قوائم الأحداث التي وقعت خلال عام 1916 في النرويج.

## سياسة

### تعيين في المنصب
- 1 يناير – أوتو باهر هالفورسن عضو برلمان النرويج  [لغات أخرى]‏.
- 1 يناير – أولاف أموندسين عضو برلمان النرويج  [لغات أخرى]‏.
- 1 يناير – إيفار آفاتسمارك عضو برلمان النرويج  [لغات أخرى]‏.
- 1 يناير – رولف جاكوبسن عضو برلمان النرويج  [لغات أخرى]‏.
- 1 يناير – غونار كنودسن عضو برلمان النرويج  [لغات أخرى]‏.
- 1 يناير – ينس مايكل لوند موفق مصالح النرويج [الإنجليزية]‏.
- 1 يناير – يوهان لودفيغ موفينكل عضو برلمان النرويج  [لغات أخرى]‏.
- 1 يناير – يوهان نيغورسفول عضو برلمان النرويج  [لغات أخرى]‏.

## رياضة
- 1 يناير – كأس النرويج 1916 الفائز فريغ أوسلو [الإنجليزية]‏.

## مواليد

### يناير
- 24 يناير – إريك هايبيرغ رُبّان نرويجي.

### فبراير
- 16 فبراير – تورجير أندرسن سياسي نرويجي.

### مارس
- 1 مارس – أرفيد هانسن
- 13 مارس – فريثغوف كلوسن مصارع هاوي نرويجي.
- 20 مارس – ماغنوس أندرسن سياسي نرويجي.
- 21 مارس – بير داهل لاعب هوكي جليد نرويجي.
- 30 مارس – كوري إنغن

### أبريل
- 29 أبريل – لارس كورفالد سياسي نرويجي.

### يونيو
- 8 يونيو – فريدريك هورن لاعب كرة قدم نرويجي.

### يوليو
- 18 يوليو – غونار هانسن ملاكم نرويجي.

### سبتمبر
- 27 سبتمبر – تور أورفيغ

### أكتوبر
- 27 أكتوبر – كاري هولت كاتب نرويجي.

## وفيات

### يناير
- 14 يناير – راسموس ماير (مواليد 1858)

### أبريل
- 14 أبريل – جينا كروغ (مواليد 1847) سياسية نرويجية.

### مايو
- 11 مايو – كريستيان كابيلين (مواليد 1845) ملحن نرويجي.

### أغسطس
- 22 أغسطس – جون ويلوش إريشسن (مواليد 1842)

### سبتمبر
- 12 سبتمبر – هنريك مون (مواليد 1835)

### ديسمبر
- 9 ديسمبر – أول هيرمان جوهانس كراغ (مواليد 1837) مهندس نرويجي.